# Frais de déplacement
 (septembre 2008).
Si vous disposez d'ouvrages ou d'articles de référence ou si vous connaissez des sites web de qualité traitant du thème abordé ici, merci de compléter l'article en donnant les références utiles à sa vérifiabilité et en les liant à la section « Notes et références ».
 (septembre 2011).
En France, l’expression frais de déplacement désigne les dépenses réalisées lors de déplacements professionnels ou effectuées pour le compte d’une entreprise.
Un « déplacement » désigne le fait de s’absenter à la fois de son domicile et de son lieu de travail habituel. Un déplacement n’est considéré comme étant « professionnel ou effectué pour le compte d’une entreprise » que lorsque l’objectif du déplacement ne touche pas ou peu la vie privée.
Les frais de déplacement englobent le prix du transport et de l’hébergement ainsi que les dépenses supplémentaires encourues pour les repas.
Pour les personnes travaillant à leur compte (commerçants et travailleurs indépendants), ces coûts constituent des dépenses professionnelles ; en ce qui concerne les autres types de revenus, il s’agit de frais professionnels.

## Concept et distinction
Cet article s'applique pour les employés de contrat de travail français.
Aux fins de la prise en compte fiscale des frais de déplacement, il convient de distinguer les éléments suivants :
- Déplacement professionnel
- Gestion des déplacements
- Activité impliquant des déplacements
- Emploi itinérant

## Les frais de voyage
A l’exception des dépenses supplémentaires encourues pour les repas, les coûts doivent être en principe justifiés ou documentés, généralement par le biais d’un décompte des frais de voyage.

## Frais de déplacement
Le choix du moyen de transport incombe à la personne effectuant le voyage. Si elle a recours à une voiture de location ou emprunte les transports en commun (avion, train, train de banlieue, bac ou taxi), les coûts sont déductibles à concurrence du montant justifié.
Si le voyageur utilise dans le cadre de son voyage d’affaires un véhicule de l’entreprise, les dépenses correspondantes font de toute façon partie intégrante des dépenses totales des frais d’exploitation de l’employeur ou de l’entrepreneur.
S’il utilise en revanche son véhicule personnel, plusieurs possibilités s’offrent à lui :
- Déduction des coûts effectifs correspondants dans une facture détaillée
- Déduction d’une indemnité kilométrique forfaitaire – déterminée sur la base des frais effectivement encourus – spécifique à chaque véhicule.
- Déduction d’un montant forfaitaire standard de 0,30 € par kilomètre parcouru.

La facture détaillée présuppose que la totalité des frais du véhicule, la performance annuelle et les kilomètres parcourus lors de déplacements professionnels sont connus et peuvent être justifiés au moyen d’un carnet de route. Le justificatif des dépenses effectives peut également résulter du fait que toutes les dépenses (taxes, responsabilité civile, assurance tous risques, amortissement, frais de fonctionnement, réparations et entretien) sont conservées de façon simple et accompagnées de reçus.
Le calcul forfaitaire implique le respect du nombre de kilomètres planifié lors d’un déplacement professionnel ou avec un véhicule privé lors d’un voyage d’affaires (par ex. dans un carnet de route ou dans le décompte des frais de déplacement).
Le forfait kilométrique spécifique à un véhicule peut être déterminé sur la base d’une précédente facture détaillée ayant servi à calculer les frais kilométriques pour une période de 12 mois, y compris pour les années ultérieures – jusqu’à une modification majeure des conditions.
L’indemnité kilométrique forfaitaire s’élève à 0,30 € par kilomètre parcouru pour les automobiles et à 0,13 € pour les motos et les scooters. Pour toute personne accompagnant un déplacement professionnel, le montant forfaitaire augmente de 0,02 € et de 0,01 € pour une moto ou un scooter.
Ces montants forfaitaires tiennent compte de l’ensemble des frais généralement liés au fonctionnement du véhicule, notamment les impôts sur les véhicules, les primes d’assurances, les frais de réparation courants, les frais de garage et les intérêts dans le cadre d’un crédit en vue de l’acquisition d’une voiture. Toutefois, ces montants forfaitaires ne tiennent pas compte des frais qui sont, de par leur nature, exceptionnels et imprévisibles. Les dommages causés dans le cadre d’un accident (lors d’un déplacement professionnel ou effectué pour le compte d’une entreprise) ainsi que les frais survenant à la suite d'un vol de voiture sont notamment déductibles.
Outre l’aller et le retour, les frais de déplacement englobent également les trajets sur le lieu de destination ainsi que les dépenses liées aux retours lors de voyages d’affaires de longue durée.
Étant donné que le montant forfaitaire est inférieur aux coûts réels toujours croissants des véhicules automobiles, il n’est recommandé de fournir des justificatifs des coûts effectifs que lorsqu’un véhicule privé n’est pas seulement utilisé occasionnellement pour des déplacements professionnels.
Les taxes de stationnement et taxes routières sont également déductibles en tant que frais de déplacement accessoires.
Les trajets habituels du domicile au lieu de travail ne sont pas comptabilisés en tant que frais de déplacement : ils sont comptabilisés en tant que trajets entre le lieu de domicile et le lieu de travail. Si un employé effectue un matin le trajet de son domicile jusqu’à son lieu de travail et ensuite, un déplacement professionnel (par ex. pour rendre visite à un client ou un fournisseur sur l’ordre de son employeur) puis qu'il rentre directement chez lui après ce déplacement, la totalité du trajet est divisée : pour le trajet du matin entre son domicile et son lieu de travail, le montant forfaitaire légal correspondant à la distance parcourue est divisé par deux et l’itinéraire parcouru dans le cadre du déplacement professionnel ainsi que du trajet de retour à son domicile est comptabilisé en tant que frais de déplacement.

### Barèmes officiels des frais kilométriques
Chaque année, la direction générale des finances publiques publie les Barèmes officiels des frais kilométriques ou frais de déplacement, permettant de calculer le montant à rembourser au salarié.
Le barème automobile 2013.
| Puissance     | Jusqu'à 5 000 km | De 5 001 à 20 000 km | Plus de 20 000 km |
| ------------- | ---------------- | -------------------- | ----------------- |
| 3 cv et moins | d x 0,405        | (d x 0,242) + 818    | d x 0,283         |
| 4 cv          | d x 0,487        | (d x 0,274) + 1063   | d x 0,327         |
| 5 cv          | d x 0,536        | (d x 0,3) + 1180     | d x 0,359         |
| 6 cv          | d x 0,561        | (d x 0,316) + 1223   | d x 0,377         |
| 7 cv et plus  | d x 0,587        | (d x 0,332) + 1278   | d x 0,396         |

Légende : d = distance en kilomètre.
Le barème moto 2013
| Cyclolomoteur   | Jusqu'à 2 000 km | De 2 001 à 5 000 km | Plus de 5 001 km    |
| --------------- | ---------------- | ------------------- | ------------------- |
| Moins de 50 cm3 | d x 0,266        | (d x 0,063) + 406   | d x 0,144           |
| Motos           | Jusqu’à 3 000 km | De 3 001 à 6 000 km | Au-delà de 6 000 km |
| De 1 à 2 CV     | d x 0,333        | (d x 0,083) + 750   | d x 0,208           |
| De 3 à 5 CV     | d x 0,395        | (d x 0,069) + 978   | d x 0,232           |
| Plus de 5 CV    | d x 0,511        | (d x 0,067) + 1332  | d x 0,289           |

## Frais d’hébergement
Les frais d’hébergement englobent les frais effectivement encourus (hôtel, gîte, chambre à louer, studio ou résidence secondaire) sur le territoire national ainsi qu’à l’étranger. Les frais annexes à l’hébergement (garage, mini-bar, télévision, téléphone) ne sont pas considérés comme des frais d’hébergement. Le montant dépensé pour le petit déjeuner est également comptabilisé lorsque la note ne présente qu’une seule somme englobant l’hébergement et le petit déjeuner. Si le montant correspondant au petit déjeuner n’est pas précisé sur la note, le montant total est réduit de 4,50 € pour toute nuit passée dans le pays et de 20 % du montant forfaitaire en vigueur pour l’état concerné en cas d’hébergement à l’étranger en ce qui concerne les dépenses supplémentaires encourues pour les repas.
En cas d’hébergement sur le territoire national, seuls les frais effectivement justifiés peuvent être comptabilisés en tant que frais opérationnels ou frais professionnels. Le montant forfaitaire souvent appliqué à cet effet (20 €) se rapporte uniquement à la possibilité de remboursement net d’impôts des dépenses par l’employeur décrite ci-après.
En ce qui concerne l’hébergement à l’étranger, en revanche, les montants forfaitaires spécifiques aux différents pays peuvent s’appliquer sans facture détaillée aux frais d’hébergement en tant que frais opérationnels ou frais professionnels (cf. liens Internet).

## Dépenses supplémentaires pour les repas
En vue du remboursement des dépenses supplémentaires encourues pour les repas, certains montants sont, sous certaines conditions, déductibles des impôts en tant que frais professionnels pour les déplacements dans le pays ou à l’étranger. D’autres informations figurent à la section Dépenses supplémentaires pour les repas.

## Frais de déplacement annexes
Lors d’un déplacement professionnel, les différents frais annexes englobent les éléments suivants : garage de l’hôtel, communications téléphoniques professionnelles ou transmissions de télécopies, frais de stationnement, péages, frais de modification et d’annulation de réservations pour vols et traversées. Une condition essentielle pour la déductibilité de ces frais : présenter des pièces justificatives. Les frais de consigne, parcmètres, pourboires et autres peuvent être présentés en tant que pièces justificatives.

## Remboursement des frais de déplacement
Les frais de déplacement encourus par un employé (qui constituent donc des frais professionnels) peuvent être remboursés par l’employeur nets d’impôts (§ 3 n° 13 ou n° 16 de la Loi relative à l'impôt sur les revenus). Les frais de déplacement remboursés par l’employeur nets d’impôts ne sont plus déductibles en tant que frais professionnels dans le cadre de l’établissement de l’impôt sur le revenu (§ 3c, alinéa 1 de la Loi relative à l'impôt sur les revenus).

## Frais de déplacement
Le remboursement des frais de déplacement ne peut dépasser les frais effectivement encourus (avion, train et transports publics, bac ou taxi). Si l’employé effectue le déplacement avec son propre véhicule, l’employeur peut lui rembourser ses frais de déplacement nets d’impôts à hauteur du forfait kilométrique (par ex. 0,30 €/km pour une voiture).

## Frais d’hébergement
Les frais sont remboursables sur présentation de justificatifs. Les frais d’hébergement à l’intérieur du pays peuvent également être calculés forfaitairement par l’employeur sur la base de 20 € par nuit lorsqu’il est établi que l’employé a passé la nuit à l’extérieur lors d’un déplacement professionnel, d’un voyage d’affaires ou dans le cadre d’un emploi itinérant. Les nuits passées chez soi (par ex. résidence secondaire), dans un véhicule (par ex. chauffeur routier passant la nuit dans son camion) ou dans le cas d’un hébergement mis à disposition par l’employeur (par ex. ouvrier du bâtiment passant la nuit dans un préfabriqué de l’employeur) ne justifient en aucun cas un quelconque paiement forfaitaire net d’impôt. Dans le cas de nuits passées à l’étranger, le montant forfaitaire est remplacé par des frais d’hébergement à l’étranger.

## Dépenses supplémentaires pour les repas
En ce qui concerne le remboursement des dépenses supplémentaires encourues pour des repas professionnels, le paiement net d’impôts des montants forfaitaires peut dépendre de la durée des déplacements. Cf. à ce sujet : Dépenses supplémentaires pour les repas.

## Frais de déplacement annexes
Enfin, l’employeur peut également rembourser les frais de déplacement annexes (par exemple : garage de l’hôtel, communications téléphoniques, frais de stationnement, péages) nets d’impôts.